# Geografía de Andorra
El Principado de Andorra (nombre local, Principat d'Andorra) es un estado de la Europa meridional, situado en la cordillera de los Pirineos orientales. Limita con España al sur y con Francia al norte. 

## Geografía física
Es un estado sin litoral, en el que se encuentran importantes cruces de caminos de los Pirineos.

### Relieve

Mapa topográfico de Andorra.

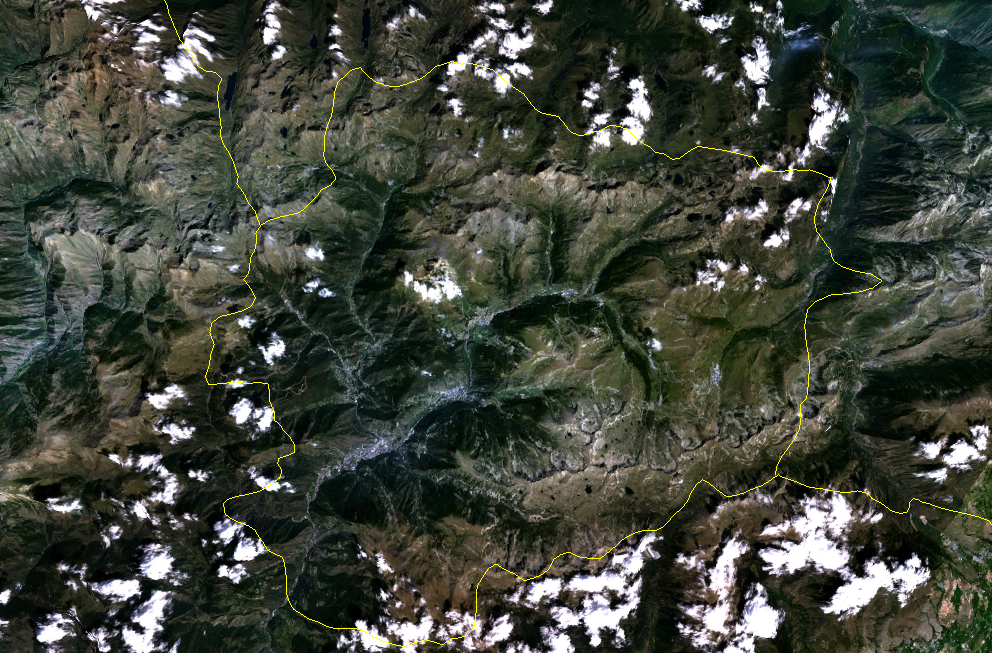
Vista de satélite de Andorra.

La superficie de Andorra es de 468 km². Está en la vertiente meridional de los Pirineos. Es una región de escarpados picos montañosos y estrechos valles por donde fluyen numerosos cursos de agua. Sus cumbres de materiales paleozoicos, en 65 casos por encima de los 2500 m s. n. m. El puerto de Envalira llega a los 2410 m s. n. m. La montaña más alta es el pico de Comapedrosa que, con una altitud de 2942 m s. n. m. Su territorio se divide básicamente en tres valles con forma de Y: el valle (vall en catalán) del Valira del Este, el valle del Valira del Norte que se unen, luego pasan por Andorra la Vieja y atraviesan un tercer valle, el del río Valira, que discurre hacia el sur, donde se unirá al Segre.

### Ríos y lagos
Por los valles de Andorra fluyen numerosos cursos de agua que se unen para formar el río Valira. La cuenca del Valira tiene la forma de Y, con sus dos afluentes más: el Valira del Norte (Valira del Nord) y el Valira del Este (Valira d’Orient). El Valira del Norte nace en los lagos de Tristaina, tiene un recorrido de 14 km y pasa por la ciudad de Ordino y La Massana hasta que llega a Las Escaldas-Engordany, donde se une al Valira del Este. Este segundo afluente del Valira nace en la parte más oriental, tiene un recorrido de 23 km y pasa por las ciudades de Canillo y Encamp antes de llegar a la ciudad de Las Escaldas-Engordany. Juntos forman el Gran Valira, que recorre 11,6 km. Su caudal anual medio es de 13 m³ cúbicos por segundo. Discurre hacia el sur y acaba desembocando en el río Segre que, a su vez, es afluente del Ebro.
Por todo el paisaje de Andorra se encuentran más de sesenta lagos de montaña propios de todo el Pirineo. Los más representativos son el lago de Juclar, cuya superficie es la más extensa de todos los lagos del Principado con 21 hectáreas, y que, durante la época estival y por la consecuente falta de agua, parece como si fueran tres lagos diferentes: el lago de l'Illa con 13 hectáreas, el estanque de Engolasters (lago artificial) con 7 hectáreas y los tres lagos de Tristaina.

### Clima
Andorra cuenta con un clima mediterráneo de alta montaña en el que las temperaturas en invierno son frías y en verano, suaves. Se producen variaciones en el clima dependiendo de la altitud y la orientación, pues por esa orientación montañosa hay grandes oscilaciones térmicas. Los valles tienen un clima que es similar al clima templado de los vecinos de Andorra, pero debido a su mayor altitud, los inviernos tienden a ser más severos, la humedad inferior y los veranos ligeramente más frescos. Las regiones por encima de la línea alpina de los árboles, a alrededor de 2100–2400 m s. n. m. tienen un clima y praderas alpinos.
Las temperaturas medias diarias máxima y mínima en Las Escaldas-Engordany son, respectivamente, 28 °C y 15 °C en julio y 11 °C y -2 °C en enero. Puede descender hasta 10 grados bajo cero en invierno y subir hasta los 33 °C en verano. La temperatura media anual varía de 11 °C en San Julián de Loria en el sur, a 8 °C en La Massana en el centro, y de 2 °C en Arcalís en el norte.
El principado tiene un porcentaje muy alto de días soleados. Hay, de media, 300 días al año soleados. La insolación álgida diaria media varía de 1150 W/m2 en junio a 280 W/m² en diciembre.
El clima es seco. La precipitación media anual es de 1071,9 mm para todo el país, pero varía según la parte del territorio, siendo mayor con la altitud y de sur a norte. La parroquia más seca del país es San Julián de Loria (800 mm al año) en el sur, y la más lluviosa es Canillo (1100 mm al año) en el norte. Las precipitaciones anuales pueden superar los 1220 mm en las zonas montañosas más altas. Los meses más secos tienden a ser enero y febrero, y los más lluviosos, mayo, junio y noviembre. En los meses de verano hay pocas lluvias, pero pueden ser muy intensas debido a que se asocian a tormentas. Al atardecer es cuando hay más precipitaciones salvo en invierno que son, sobre todo, de nieve. La nieve cubre completamente los valles septentrionales durante varios meses. Esas precipitaciones moderadas permiten cultivos en el verano.
|                      | Ene. | Feb. | Mar. | Abr. | Mayo | Jun. | Jul. | Ago. | Sep. | Oct. | Nov. | Dic. | Año   |
| T° max (media) [°C]  | 10   | 11   | 14   | 16   | 19   | 22   | 25   | 26   | 23   | 19   | 13   | 11   | 17,42 |
| T° mín (media) [°C]  | 1    | 2    | 4    | 5    | 9    | 12   | 14   | 14   | 12   | 8    | 4    | 2    | 7,25  |
| Precipitaciones [mm] | 34   | 37   | 46   | 63   | 105  | 69   | 65   | 98   | 81   | 73   | 68   | 69   | 808   |

Fuente: "Tablas de Clima" de Andorra, en colonialvoyage.com.

### Medio ambiente

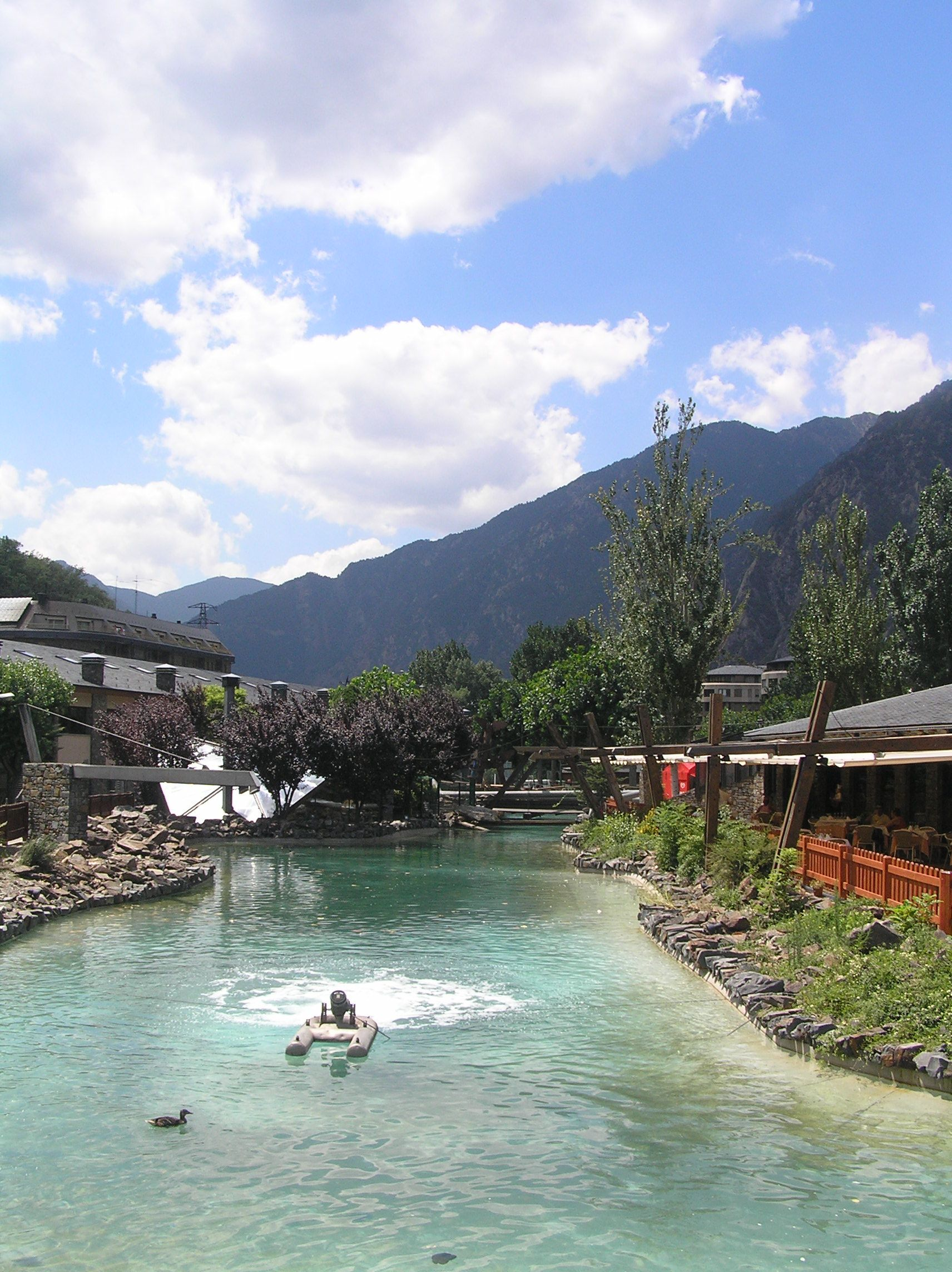
Andorra la Vieja, Parque Central.

En Andorra se encuentra la ecorregión bosque de los Pirineos, que forma parte del bioma "Bosque templado de frondosas". Hay grandes extensiones boscosas de pinos y abedules debido al clima mediterráneo de alta montaña que tiene el país. Los bosques ocupan 2/5 del territorio, según tres pisos altitudinales:
1. hasta los 1200 m s. n. m., encinas y robles;
2. hasta 1600-1700 m s. n. m. predomina el pino silvestre; y
3. hasta 2200-2300 m s. n. m. abunda el pino negro, sustituido en las cumbres por los prados alpinos.

La Massana mantiene una de las masas forestales más importantes de Andorra (Bosc D'Arinsal). En el 2004, el valle de Madriu-Perafita-Claror fue declarado Patrimonio de la Humanidad por la Unesco. Además, tiene dos espacios protegidos como reserva de caza, Enclar (2500 hectáreas) y Xixerella (750 ha).

## Geografía humana
La población es de 83.888 habitantes (est. julio de 2009), lo que da una densidad de población de 179,25 hab/km². La población urbana es el 89% del total (2008), concentrándose en las poblaciones de Andorra la Vieja y Las Escaldas-Engordany, donde se desarrollan las principales actividades económicas del país. El resto de la población se encuentra dispersa en el medio rural.

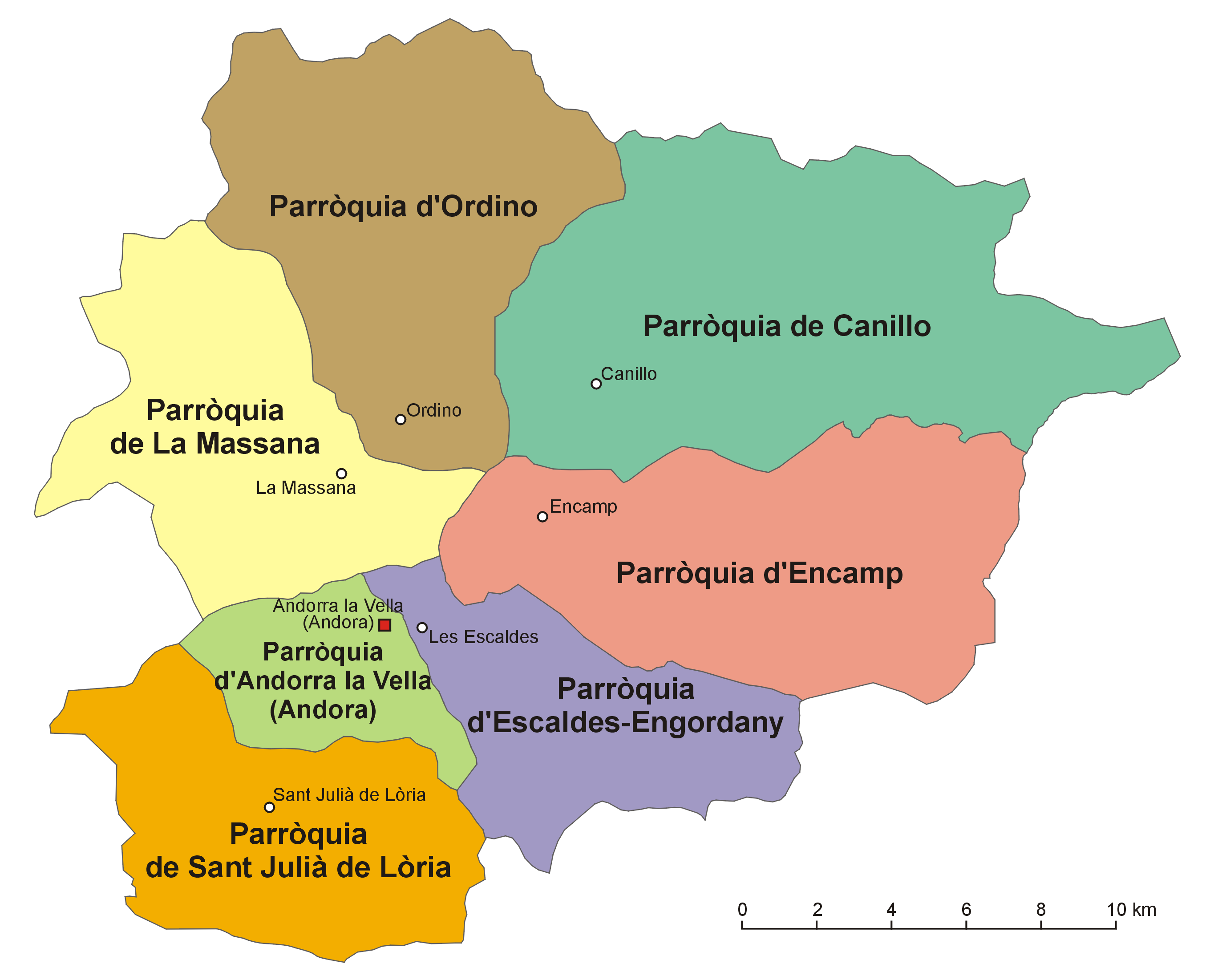
Parroquias de Andorra.

En cuanto a los grupos étnicos el principal es el español 43%, al que siguen los andorranos 33%, portugueses 11%, franceses 7% y otros 6% (1998). El idioma oficial es el catalán, aunque se hablan también castellano, francés y portugués. La religión predominante es el catolicismo.
Religión: catolicismo. 
La capital es Andorra la Vieja que tiene 24.574 habitantes (2007) y es la sede del gobierno. Le siguen en población Las Escaldas-Engordany, Encamp, San Julián de Loria y La Massana. 
Andorra está dividida en siete territorios llamados parroquias. Son meramente administrativas sin autonomía propia; a su vez, tienen divisiones menores. Son: Canillo, Encamp, Ordino, La Massana, Andorra la Vieja, San Julián de Loria y Las Escaldas-Engordany

## Geografía económica
La actividad humana se centra en el valle transversal noreste-suroeste, que a partir del Puerto de Envalira (2.407 m) desciende hasta los 840 m, cuando el río Valira entra en España.

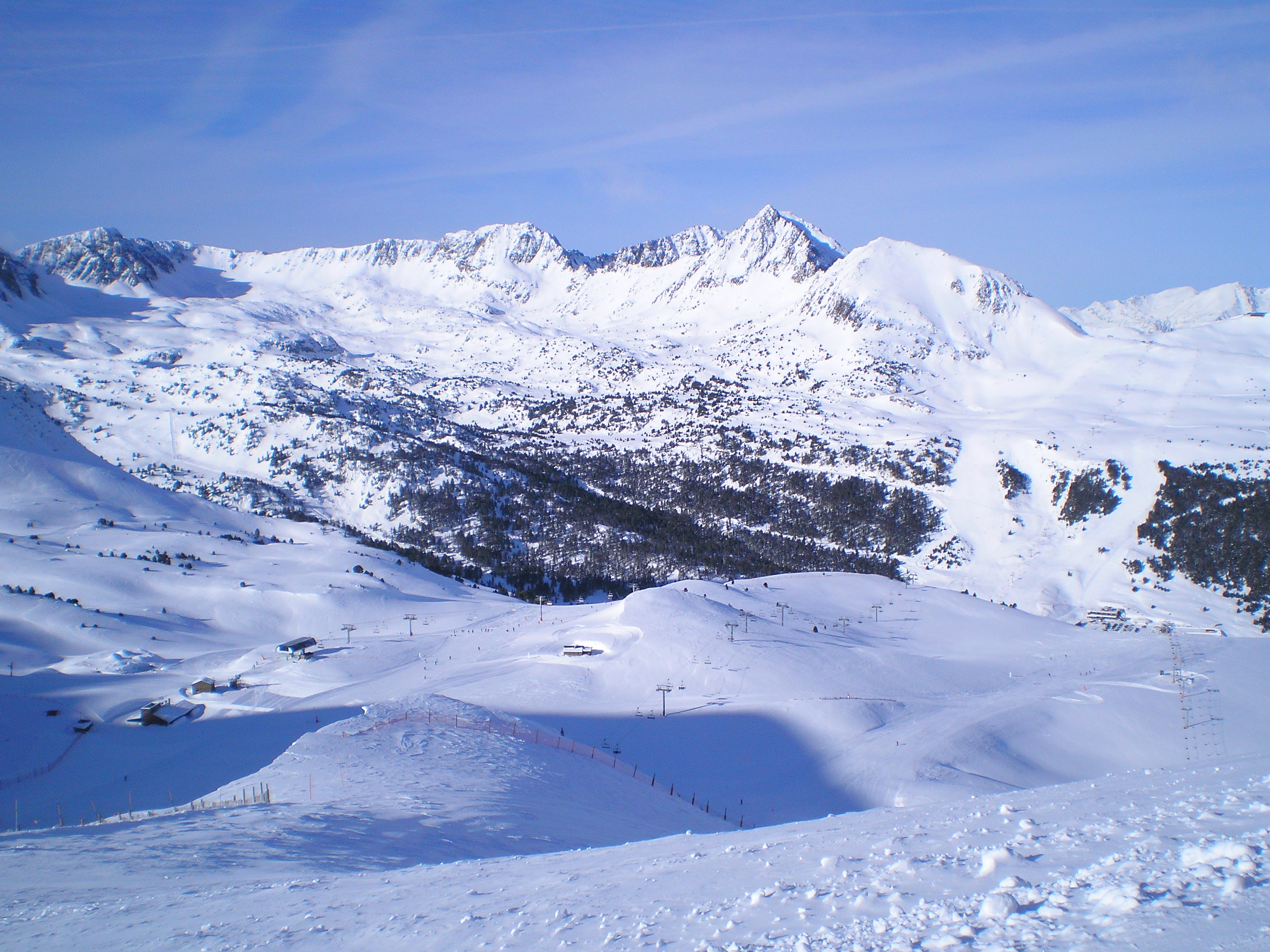
Sector de Grau Roig en la estación de esquí GrandValira. Se pueden ver los picos Pic Baix del Cubil (2 705 m) y Montmalús (2 781 m).

Los recursos naturales de Andorra se concentran en la energía hidroeléctrica, agua mineral, madera, mineral ferroso y plomo. La tierra arable representa el 2,13% del uso de la tierra. A cosechas permanentes se dedica 0% y otros 97,87% (2005). La central hidroeléctrica de Les Escaldes proporciona energía para Andorra y el excedente se exporta a Francia y España.
La agricultura emplea al 0,3% de la población activa, la industria el 20,8% y los servicios el 79% (2007). No hay datos de la composición del PIB por sector. Pero se calcula que el turismo, el pilar principal de la pequeña y adinerada economía de Andorra, supone más del 80%. Se calcula que al año la visitan unos 2 millones de turistas, atraídos por su estatus de tienda libre de impuestos y por sus centros turísticos de invierno y de verano. La ventaja comparativa de Andorra ha disminuido recientemente conforme las economías de las vecinas Francia y España se han abierto, proporcionando una mayor disponibilidad de productos de consumo y tarifas aduaneras menores. El sector bancario, con su estatus parcial de paraíso fiscal, también contribuye sustancialmente a la economía. La producción agrícola es limitada, pues solo el 2% de la tierra puede ararse. El producto agrícola más plantado es el tabaco, que goza de protección estatal. Produce pequeñas cantidades de centeno, trigo, cebada, avena y verduras; la mayor parte de la comida debe importarse. La principal actividad ganadera es la cría de oveja. La principal industria es el turismo, en particular el de la práctica de deportes de invierno, la cría de ganado, la madera, la banca, el tabaco (cigarrillos y puros), así como muebles. 
Tiene 320 km de carreteras (2008). No hay vías férreas ni fluviales.